# Jonas Swanström
John Olof Emanuel "Jonas" Swanström, född 2 september 1898 i Worcester i USA, död 17 februari 1949 i Vetlanda församling, Jönköpings län, var en amerikansk-svensk målare och marinofficer. 
Han var från 1926 gift med Anny Josefina Henrietta Åhlin (1904–1978).
Swanström kom som barn från USA till Sverige men återvände dit 1916–1926 och blev amerikansk marinofficer. Så småningom började han måla och efter självstudier studerade han vid en privat konstskola i USA. Efter återkomsten till Sverige studerade han en tid vid Otte Skölds målarskola i Stockholm innan han bosatte sig i Småland. Bland hans offentliga arbeten märks en dekorativ fondmålning från 1949 visande ett ungt naket par som möts och räcker varandra handen i Vetlanda stadshus men verket blev inte färdigställt under hans livstid och det målades klart av Edvin Hägg. Han medverkade i Virserumsexpon 1947 och en minnesutställning med hans konst visades i Vetlanda 1950. Hans konst består av porträtt och figurmåleri med en religiös symbolik. Swanström är representerad vid hembygdsföreningen i Njudung.